# Robert Jacquinot de Besange
Robert Charles Joseph Emile Jacquinot de Besange (Saintes, departamento de Charente Marítimo, Francia, 15 de marzo de 1878 - Berlín, 10 de septiembre de 1946) fue un jesuita francés. Durante la segunda guerra sino-japonesa estableció una zona de protección para la población civil en Shanghái después de las negociaciones con los japoneses en 1937. Esta zona de protección se convirtió en el modelo para la zona que John Rabe estableció posteriormente en Nankín.

## Biografía
Jacquinot de Besange proviene de una familia noble con raíces en Lorena. Nació en Saintes, pero creció en Brest, Bretaña. En 1894 ingresó en la Sociedad Católica de Jesús (Societas Jesu). Dentro de la orden recibió su educación en Canterbury, Saint Helier, París, Salisbury, Hastings y Liverpool. En 1913 fue enviado a la misión china de la orden jesuita francesa en Shanghái. De 1914 a 1934, dirigió la Iglesia del Sagrado Corazón en el distrito de Hongkou, el sector no oficial japonés de la Concesión Internacional de Shanghái apodado «pequeño Tokio». Su parroquia consistía principalmente de portugueses y chinos, para estos últimos creyentes tomó el nombre de 饶家驹 (padre Rao Jiaju).
Además de sus actividades misioneras, enseñó como profesor de lengua y literatura inglesa en la Universidad de Aurora, dirigida por la Orden. También fue capellán castrense en el rango de mayor en el Cuerpo de Voluntarios de Shanghái (Shanghai Volunteer Corps(en)), una fuerza paramilitar multinacional voluntaria con poder policial en la Concesión Internacional de Shanghái. En 1927 fue nombrado Delegado de la Cruz Roja en China. En 1929, Jacquinot de Besange, junto con el médico generalista George Saint-Paul, fundó la Association des Lieux de Genève, una organización cuyo objetivo era lograr acuerdos internacionales sobre la creación de zonas de protección para la población civil en tiempos de guerra. Las propuestas de esta organización sirvieron de base para las decisiones adoptadas en 1934 en la 15ª Conferencia de Tokio del Comité Internacional de la Cruz Roja, pero que no se incluyeron inicialmente en los Convenios de Ginebra.
Jacquinot de Besange tuvo sus primeras experiencias con el establecimiento de zonas de protección durante el incidente de Shanghái en 1931/32.
En la segunda guerra sino-japonesa en 1937, durante la batalla de Shanghái, se hizo evidente que los combates ocasionarían grandes pérdidas en la población civil. Por lo tanto, Jacquinot tenía previsto crear una zona de protección que incluiría partes importantes del casco antiguo de Shanghái. En una especie de diplomacia de transbordador, negoció con el ministro de Asuntos Exteriores japonés Kōki Hirota en Tokio, el primer ministro chino Chiang Kai-shek en Chongqing y el presidente de los Estados Unidos Franklin D. Roosevelt en Washington sobre el establecimiento de esta zona y finalmente obtuvo el acuerdo de todas las partes en el proyecto. Además, pudo obtener apoyo financiero del presidente de los EE. UU. para los gastos de funcionamiento de 750 000 dólares. En la zona de protección, que duró hasta 1940, sobrevivieron alrededor de 300 000 personas. La zona de protección pasó a denominarse "zona Jacquinot", término que también se ha incorporado en los documentos oficiales de la Cruz Roja Internacional.
En Nankín, el próximo objetivo de las tropas japonesas, el comité internacional dirigido por John Rabe fue informado por el diplomático alemán Georg Rosen sobre los acontecimientos en torno a la zona de protección de Shanghái. La Biblioteca Escolar de Yale Divinity de la Universidad Yale mantiene un extenso archivo sobre la Masacre de Nankín; los documentos allí recogidos indican que al menos en un caso hubo un contacto de teleimpresora entre Rabe y Jacquinot.

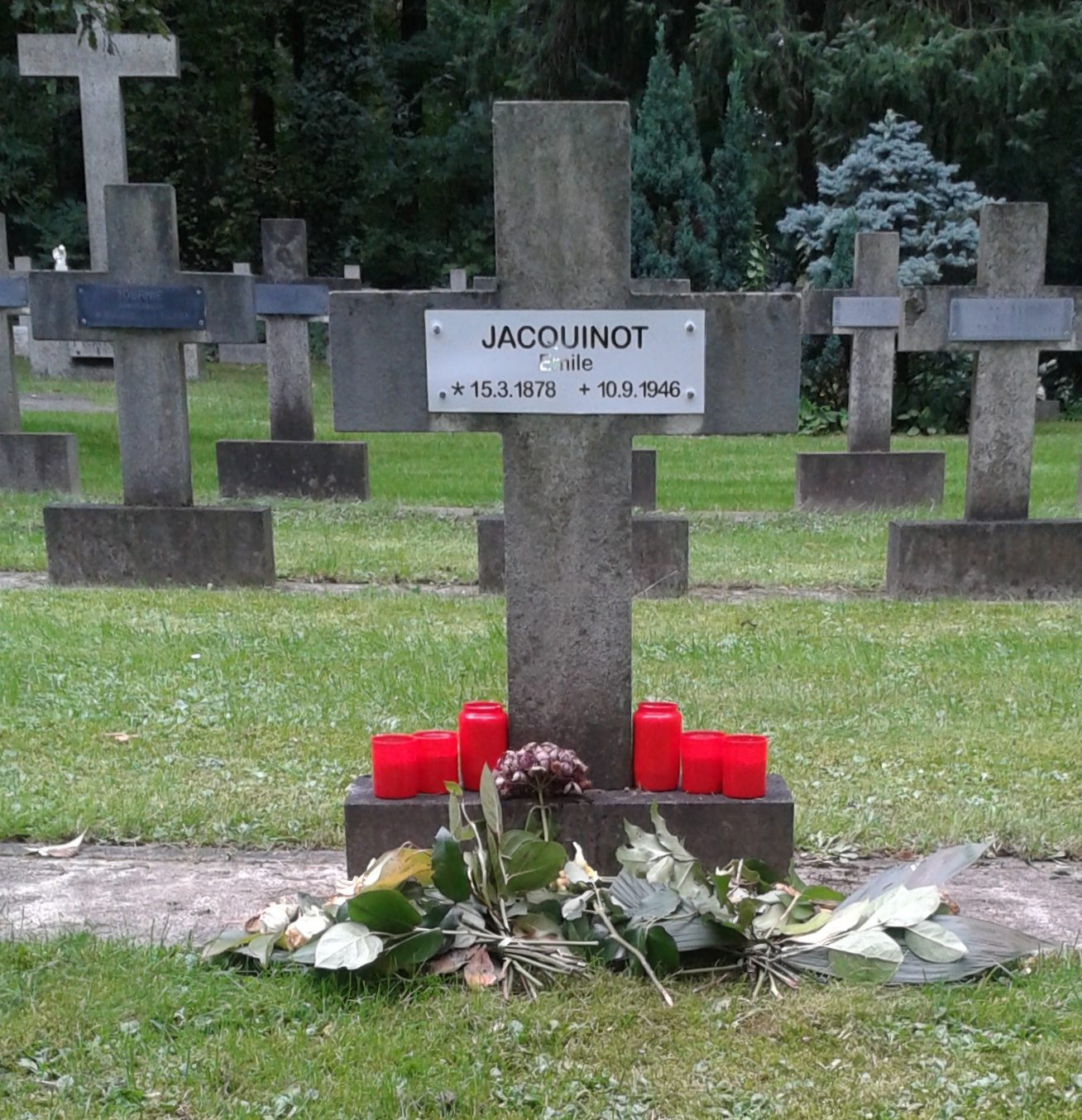
Tumba de Jacquinot, cementerio de Berlín-Heiligensee

En junio de 1940, Jacquinot de Besange dejó China por orden del cuartel general de los jesuitas y regresó a Europa. Como embajador especial del Vaticano fue responsable del cuidado de los refugiados y desplazados en Europa. En 1944/45, en la Francia ocupada, también trató de llegar a acuerdos locales entre la Wehrmacht alemana y las fuerzas aliadas en 1944/45 para reducir el impacto de la guerra sobre la población civil. Entre otras cosas, negoció con el capitán Helmut Schwenn, que era un abogado en derecho internacional en la vida privada, el establecimiento de zonas de protección.
En diciembre de 1945, Jacquinot de Besange fue nombrado jefe de las "Delegaciones Vaticanas en Berlín para el Socorro a Refugiados y Desplazados". En 1946 murió de leucemia en Berlín en el Hôpital Militaire Louis Pasteur (antiguo y más tarde Hospital Humboldt, en el lugar histórico Teichstraße). Inicialmente fue enterrado en el cementerio de honor francés de Berlín-Frohnau y, tras su disolución, fue trasladado al "departamento francés" del cementerio estatal de Berlín-Heiligensee.

## Después de su muerte

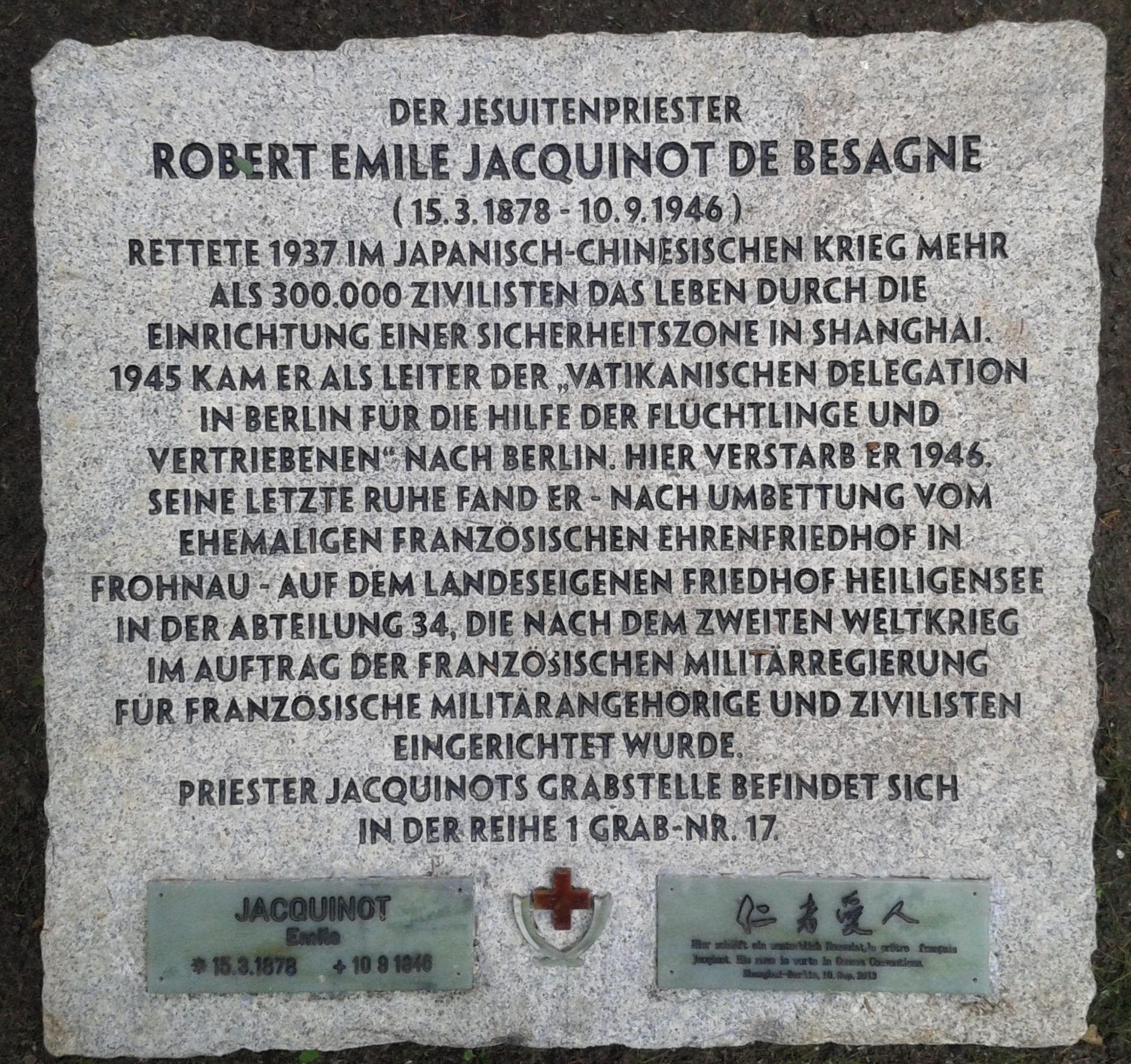
Placa conmemorativa en el cementerio de Berlín-Heiligensee

Después de su muerte, Jacquinot fue olvidado en gran medida fuera de China. No fue hasta 1949 que los Convenios de Ginebra se ampliaron para incluir un capítulo sobre la protección de los civiles en tiempos de guerra. Esto se refiere explícitamente a Jacquinot y su zona de protección de Shanghái.
En 1951, Schwenn, con el que Jacquinot había negociado durante la guerra para proteger a la población civil, inició un comité fundador para una sección alemana del "Lieux de Genève"; esta actividad fue apoyado por ambas iglesias alemanes. En 1953, Schwenn, escribió una carta a Emil Sandström, presidente de la Liga de Sociedades de la Cruz Roja, en la que trataba de obtener una firma conjunta de la RDA y la República Federal de Alemania en virtud de los Convenios de Ginebra de 1949, que en Alemania, debido a la falta de plena soberanía estatal, solo se aplicaban indirectamente a través de las firmas de los Aliados. En esta carta, Schwenn proponía zonas de protección concretas para Alemania del Este y Alemania del Oeste.
No fue hasta 2012 que la investigación de un empleado chino (Jiang Yuchun) del Centro de Comunicación John Rabe en Heidelberg dio el impulso decisivo para el redescubrimiento de la tumba de Jacquinot en el cementerio de Berlín-Heiligensee.
Con motivo de la celebración del cincuentenario del establecimiento de las relaciones diplomáticas entre Francia y la República Popular China, se celebró en la Universidad de Shanghái una conferencia internacional dedicada a la obra de Jacquinot.
En 2015, una medalla conmemorativa de bronce fue otorgada en honor a Jacquinot.
Con motivo del 80º aniversario de los acontecimientos, en diciembre de 2017 se descubrió una lápida conmemorativa en el viejo Templo de los dioses de la ciudad de Shanghái para honrar la obra de Jacquinot.

## Honores
- Croix de guerre des Théâtres d' Opérations Extérieurs (1927)[17] (Croix de guerre des Théâtres d' Opérations Extérieurs (1927)
- Orden de Jade Chino
- Cravate de l' Epi d' or del Gobierno francés
- Caballero de la Legión de Honor Francesa (enero de 1938)

## Película
La película Jacquinot: A Forgotten Hero (Jacquinot: un héroe olvidado) del director polaco Krzysztof Zanussi fue proyectada en el Festival Internacional de Cine de Shanghái en 2009.